# 熊谷辰太郎
熊谷 辰太郎（くまがや たつたろう、1846年9月13日（弘化3年7月23日） - ?）は、明治期の日本の銀行家。第一銀行取締役。族籍は兵庫県士族。

## 経歴
但馬国出石に生まれた。熊谷輿一の長男。家は代々仙石氏に仕え、辰太郎は幼くしてその近侍となる。1869年（明治2年）、藩命により神戸に出て箕作貞一郎の門に入り、箕作に従い上京し、慶應義塾に入って学び、卒業した。
1872年（明治5年）、三井組の招聘に応じ、第一国立銀行に入る。ミャンドに就いて洋式簿記を学んだ。1875年（明治8年）、大阪支店に転じ、後支配人となる。1891年（明治24年）、本店支配人となり1895年（明治28年）、再び大阪支店に転じ、1896年（明治29年）、国立銀行の期満ちて第一銀行となると推されて取締役兼支配人となり、更に大阪神戸各支店支配人を経て1906年（明治39年）、病を得て職を辞し以来取締役として同行の発展に努めた。

## 家族・親族
熊谷家　
兵庫県出石郡出石町、同県武庫郡住吉村
- 父・輿一（兵庫士族）[1]
- 妻・ヤエ（愛知、山内兵蔵の二女）[1]

1856年 -
- 養子
  - 文蔵[1]

1880年 -
  - 喜輿（養子・文蔵の妻）[1]

1889年 -
- 孫[1]